# 40-мм протитанкова гармата QF 2 pounder

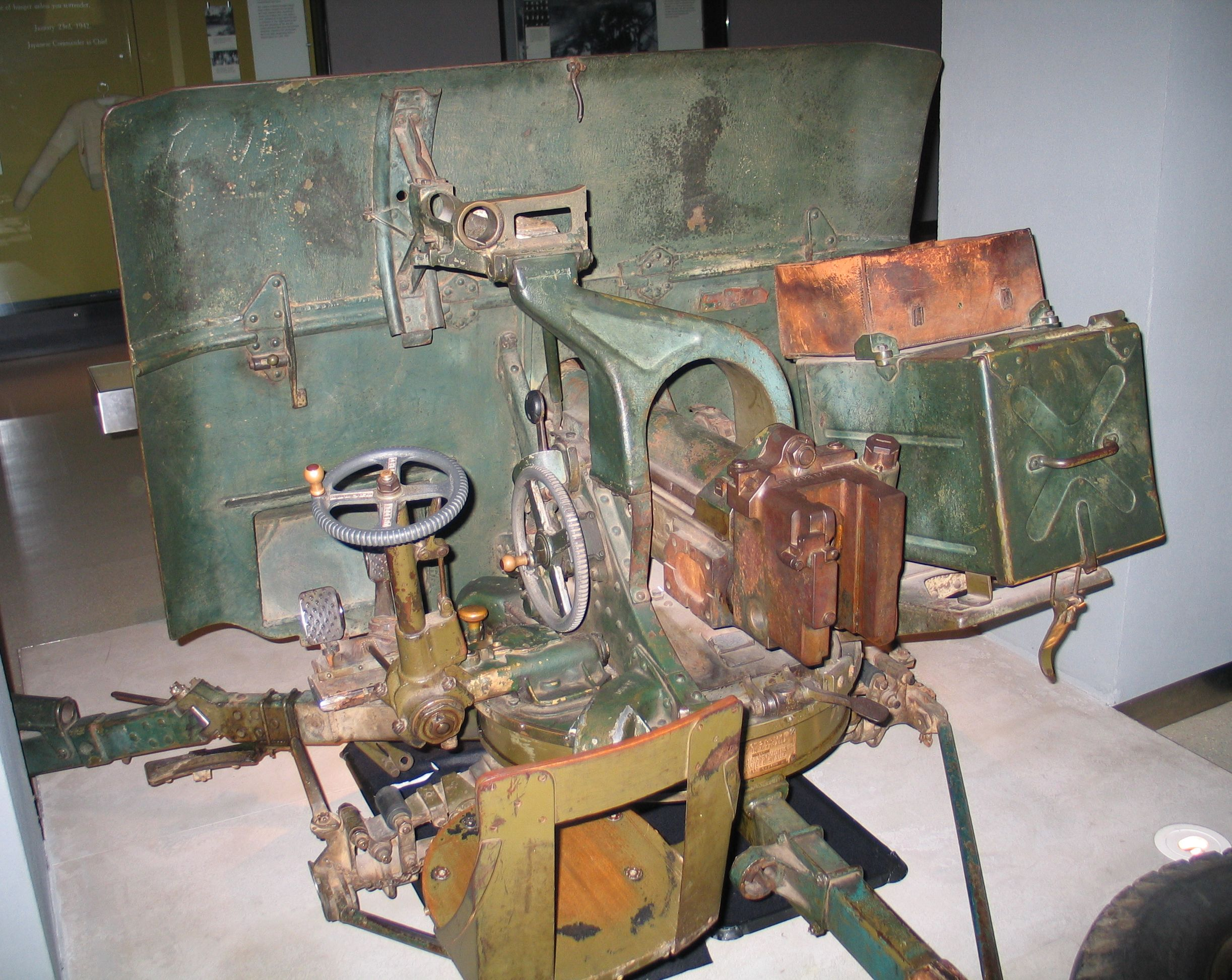

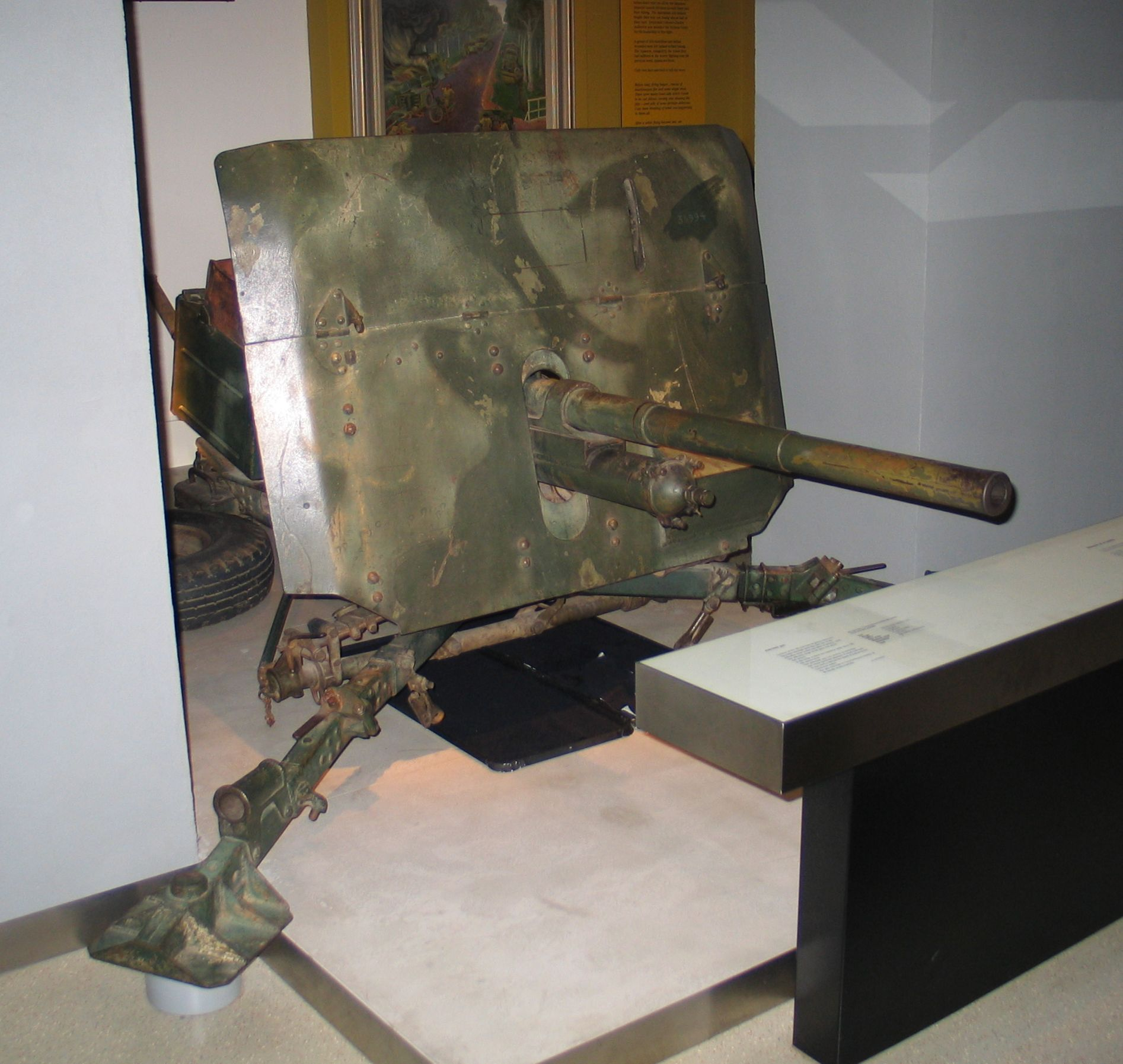

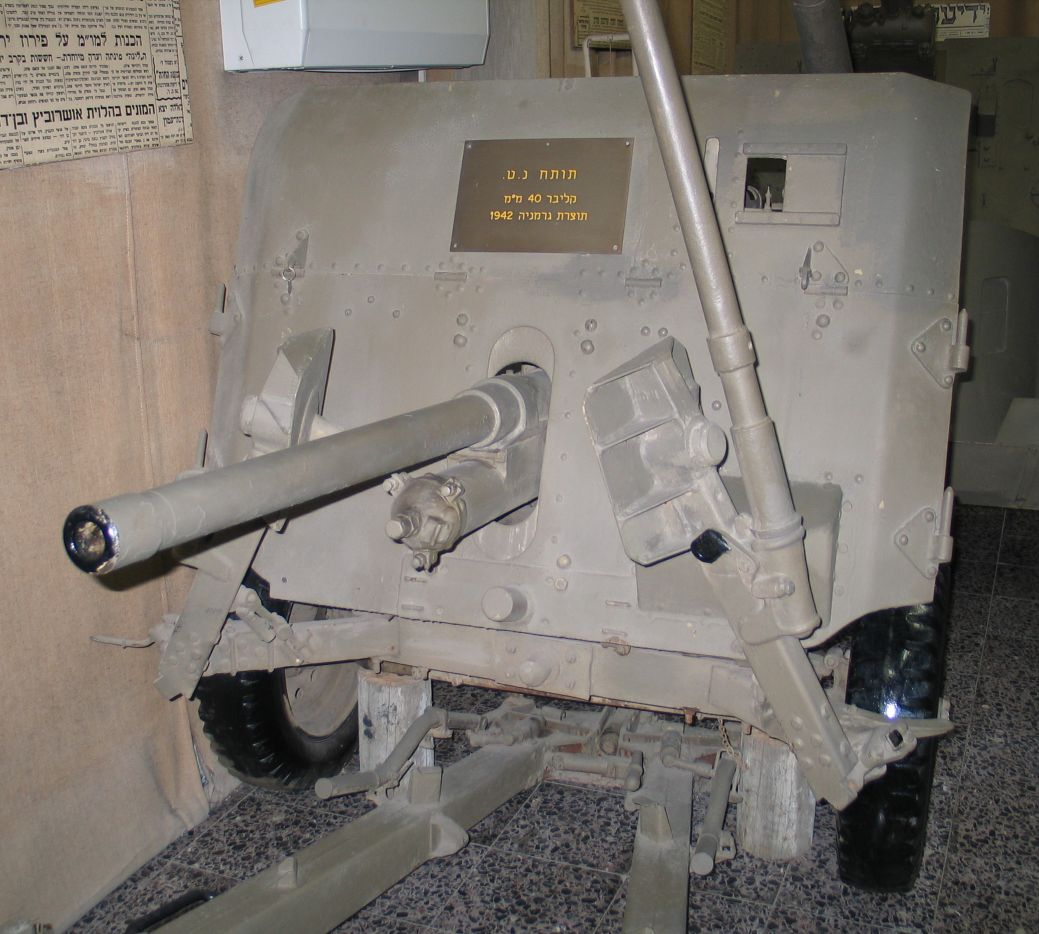

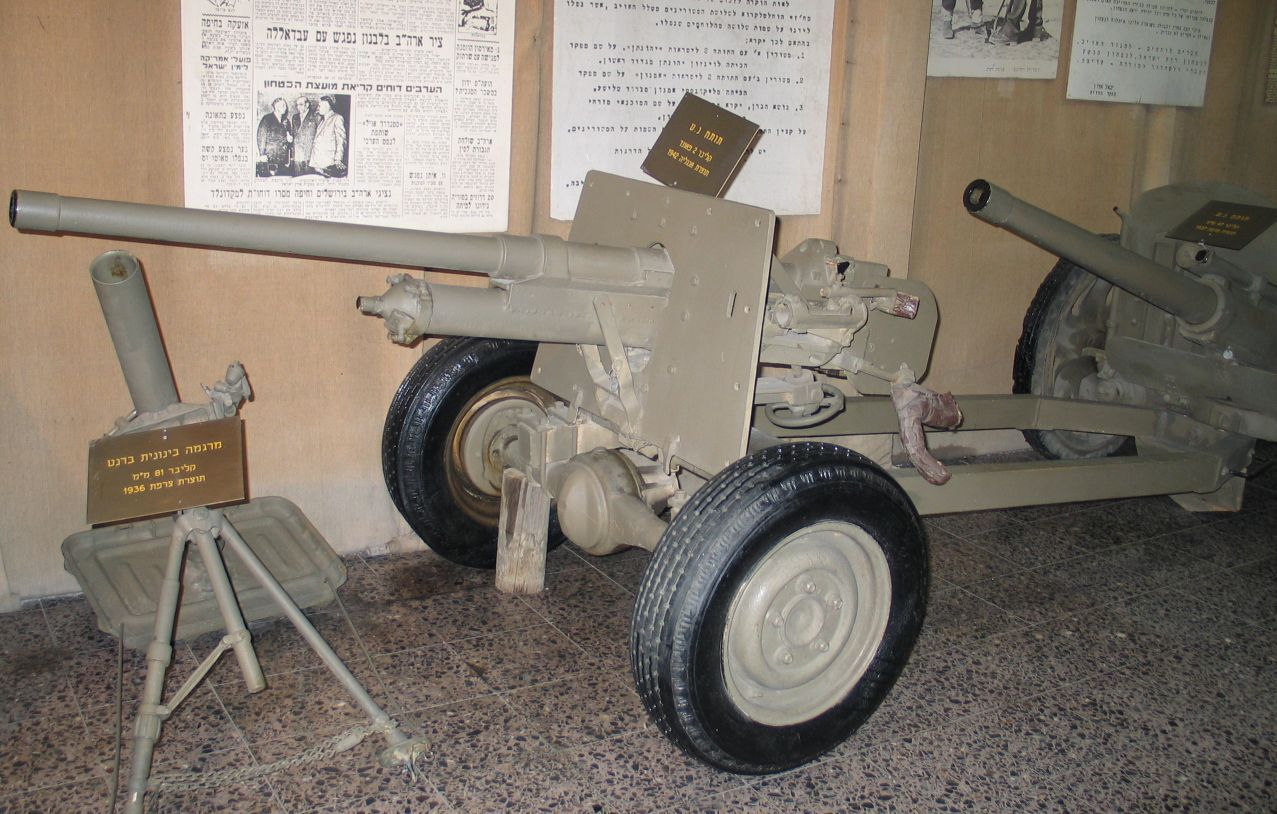

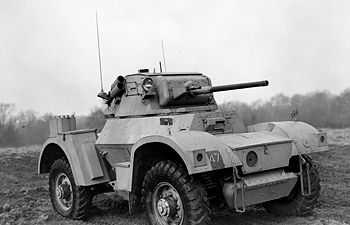
Daimler-Armoured-Car

40-мм протитанкова гармата QF 2 pounder (англ. Royal Ordnance Quick Firing 2-pounder) — британська протитанкова гармата калібру 40 мм раннього періоду Другої світової війни. Вона використовувалася як самостійно на хрестоподібному лафеті з колісним ходом, так і для озброєння ряду англійських танків. У 1941 році снаряд двофунтової гармати не міг пробити збільшену броню більшості танків, і тому гармату замінено на 6-фунтову, розроблену в 1941 році.

## Історія
Гармата за британською класифікацією належала до скорострільних (звідси букви QF в назві — англ. Quick Firing) і випускалася підприємствами Royal Ordnance.
Спочатку планувалася як зброя піхоти. При переході з похідного положення в бойове станини розправлялися, утворюючи хрест, слугуючи надійною основою для гармати, а колеса автоматично відривалися від землі і фіксувалися збоку від дула гармати. Після переведення в бойове положення гармата разом з щитовим прикриттям могла легко повертатися, дозволяючи вести вогонь по рухомій бронетехніці в будь-якому напрямку. Міцне зчеплення з ґрунтом хрестоподібної основи також допомагало у стрільбі на далекі дистанції, так як гармата не «гуляла» після кожного пострілу, зберігаючи своє наведення на ціль. Вогонь на великі дистанції згодом був покращений за допомогою телескопічного прицілу.
На момент появи в 1936 році двофунтівка була, ймовірно, найкращою гарматою у своєму класі, перевершуючи нові 37-мм німецькі гармати за рядом параметрів і залишаючи далеко за собою менші за калібром 25-мм гармати. Незважаючи на те, що саме гармата була дуже мобільною, з додатковим навантаженням у вигляді боєприпасів, вона була завеликою і важкою для перенесення силами піхотного підрозділу. У 1938 році Британська армія почала передавати всі двофунтівки полкам новоорганізованої протитанкової артилерії. Двофунтівкою широко озброювалися танки, бронеавтомобілі і навіть бронетранспортери Universal Carrier.
Британські війська оцінювали 37-мм гармату Bofors (закуплену в Швеції) як набагато кориснішу зброю.

## Бойове використання
Вперше гармата була використана бельгійською армією при німецькому вторгненні в Нідерланди та Бельгію і згодом Британською армією при відступі до Дюнкерка. Більшість двофунтівок були покинуті у Франції при евакуації з Дюнкерка, позбавивши піхотні підрозділи протитанкових засобів. Захоплені в Дюнкерку двофунтові гармати німці використовували надалі під позначенням 4,0 cm Pak 192 (e) або 4,0 cm Pak 154 (b), де «e» та «b» ставилися відповідно до Англії та Бельгії.
Незважаючи на прийняття на озброєння Британської армії більш потужної 6-фунтової протитанкової гармати, було вирішено під час ймовірного вторгнення німців переоснастити частину протитанкових полків тією самою двофунтівкою, щоб уникнути проблем перенавчання та звикання до нової зброї. В результаті це затримало впровадження 6-фунтових гармат до травня 1942 року. Як наслідок у боях на південно-африканському театрі бойових дій британські війська задовольнялися двофунтівкою як найкращим з того що було, залучаючи до боротьби з танками 25-фунтові гармати-гаубиці. Останні дуже непогано проявили себе в цій якості, але ціною було їх відволікання від основного призначення — підтримки військ артилерійським вогнем із закритих позицій.
Починаючи з середини 1942 року, двофунтівки були передані частинам, розквартированим у самій Великій Британії і підрозділам, які воювали на Далекому Сході. В останньому випадку двофунтівки були все ще ефективною зброєю проти слабоброньованих японських танків. Остаточно протитанкова гармата Ordnance QF 2 pounder була повністю знята з озброєння в грудні 1945 року.
Як зброя бронетехніки двофунтівка використовувалася протягом усієї війни. Незважаючи на те, що більшість танків, озброєних цією гарматою, були зняті з озброєння або переозброєні на 6-фунтову, 2-фунтова залишалася головною зброєю бронеавтомобілів. Покращені боєприпаси трохи збільшили бронепробивання.
Бронепробивання гармати було покращене введенням адаптера Littlejohn, який дозволяв стріляти підкаліберними снарядами з набагато більшою швидкістю.
Двофунтівки ніколи не забезпечувалися осколково-фугасними снарядами, які могли б дозволити цим гарматам вражати неброньовані цілі (незважаючи на те, що такі снаряди випускалися промисловістю для потреб зенітної артилерії і флоту). Ця обставина виявилася серйозною проблемою в бою, коли виникали перестрілки з ворожими протитанковими підрозділами. Також це було недоліком бойових машин, озброєних двофунтівкою — вони були неефективні проти ворожих протитанкових гармат і їх розрахунків поза зоною досяжності кулеметного вогню.
Цікавою адаптацією був канадський проект David High Velocity, що дозволяв вистрілювати двофунтові боєприпаси з 6-фунтової гармати. Головною ідеєю було збільшити дульну швидкість снаряду при пострілі і тим самим підвищити точність. Система все ще розроблялася, коли війна закінчилася, тому проект закрили за подальшою непотрібністю.

## Варіанти
- Mk IX — основна довоєнна версія з введеним телескопічним прицілом
- Mk IX-A — Mk IX, спрощена для серійного виробництва
- Mk X — пізня версія з використанням більш високоякісних сталей
- Mk XA — Mk X з поліпшеними виробничими допусками
- Mk XB — основна версія пізнього періоду війни для бронемашин з адаптером Littlejohn

Двофунтові гармати використовувалося на англійських танках «Матильда», «Крусейдер», «Валентайн», «Тетрарх», ранніх моделях танка «Черчілль»,на Австралійському експериментальному танку AC II Sentinel та бронеавтомобілі «Даймлер» і AEC.